# Photoluminescence
La photoluminescence (PL) est un processus par lequel une substance absorbe des photons puis ré-émet des photons. 

## Principe
Dans le cas d'un semi-conducteur, le principe est d'exciter des électrons de la bande de valence avec un photon d'une énergie supérieure à l'énergie de gap du composé, de telle sorte qu'ils se retrouvent dans la bande de conduction. L'excitation fait donc passer les électrons vers un état d'énergie supérieure avant qu'ils ne reviennent vers un niveau énergétique plus bas avec émission d'un photon. Après un temps très court (de l'ordre de 10 nanosecondes, qui peut cependant être allongé à des minutes voire des heures), l'électron se recombine et retourne dans la bande de valence avec émission d'un phonon (lorsque le matériau est à gap indirect), d'un photon ou dans certains cas d'un électron Auger. La photoluminescence s'intéresse au cas d'un photon émis.

## Utilisation
En science des matériaux, la photoluminescence est une méthode de spectroscopie avec laquelle il est possible d'analyser des matériaux semi-conducteurs ou isolants, en fournissant des renseignements sur les propriétés du matériau (l’énergie de bande interdite, la composition du matériau dans des alliages), les défauts superficiels radiatifs tels que les accepteurs et les donneurs, et les impuretés qui présentent des transitions internes.
Dans le domaine médical, des molécules photoluminescentes, généralement à base de lanthanides, sont utilisées pour le marquage de protéines en imagerie biologique.
Il existe un moyen simple et économique de déterminer si un composé ou un mélange est photoluminescent. Par exposition sous lampe UV, l'échantillon analysé émet de la lumière visible. Cela dit, ce n'est qu'une condition suffisante, puisqu'un composé peut ne pas présenter de photoluminescence dans la gamme du visible.

## Systèmes de sécurité photoluminescents

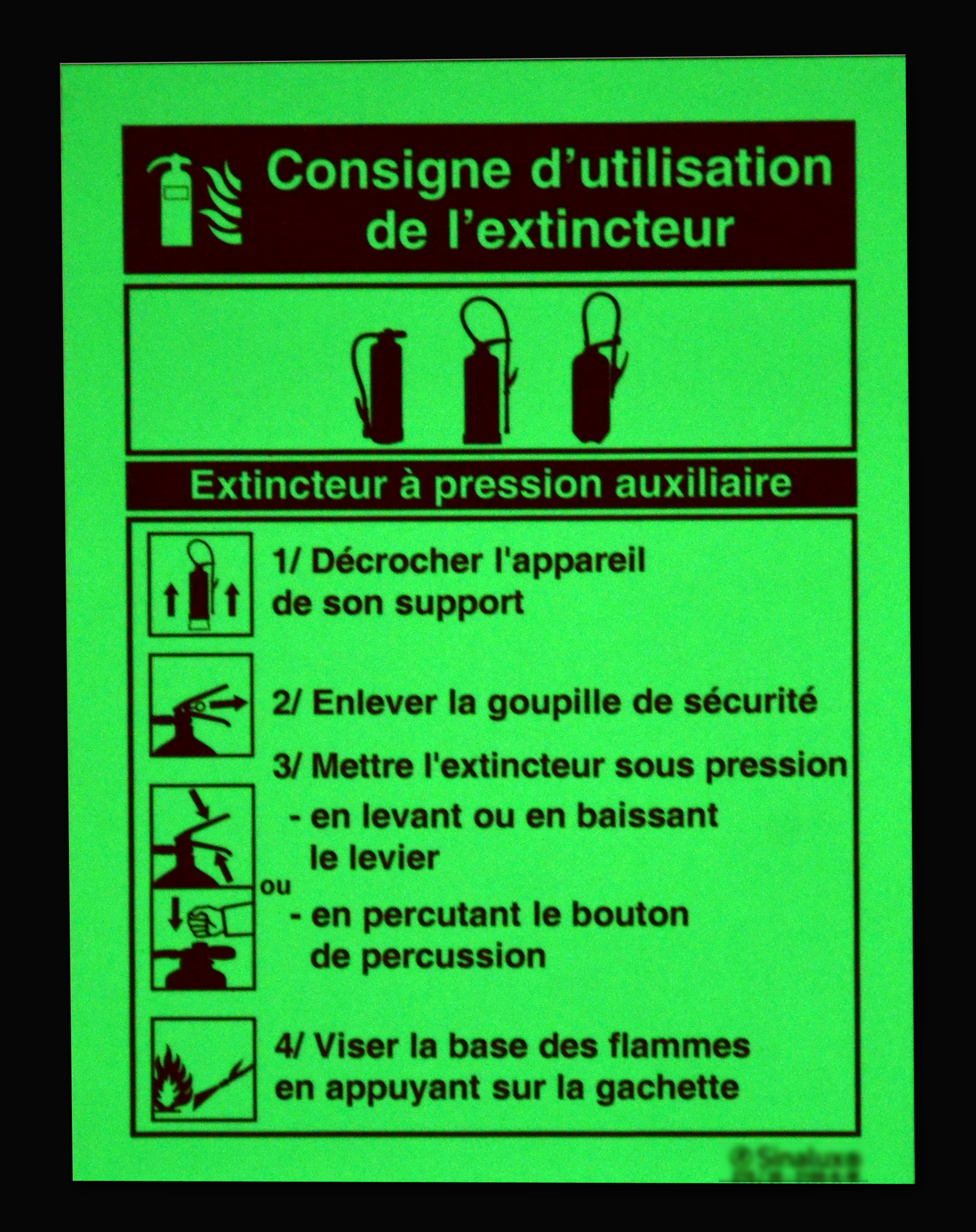
Exemple de panneau de sécurité-incendie. En cas de panne de courant de lieux normalement éclairés, le panneau reste visible et lisible dans le noir.

Ces systèmes sont cadrés en France, par la norme NF X08-050-2 